# Ernst Lotichius
Ernst Lotichius (* 4. September 1787 in Wiesbaden; † 24. Mai 1876 ebenda) war ein deutscher Künstler.
Lotichius studierte an der Düsseldorfer Akademie Malerei. Er war der Sohn des in Wiesbaden-Clarenthal ansässigen Johann Friedrich Lotichius, der Herzoglich Nassauischer Domänenrath war, und Bruder des Bankiers und Politikers Karl Lotichius. Von ihm ist bekannt, dass er 1839 und 1846 im damals berühmten Rheinischen Kunstverein zu Mainz ausgestellt hat.
Längere Zeit arbeitete Lotichius in Kronberg im Taunus, in München und in Amerika. Den Kontakt zu seiner Heimatstadt hat der Künstler stets gepflegt. Seinen Lebensabend verbrachte er in Wiesbaden.